# Accalathura indica
Accalathura indica är en kräftdjursart som först beskrevs av Hugo Frederik Nierstrasz 1941.  Accalathura indica ingår i släktet Accalathura och familjen Leptanthuridae. Inga underarter finns listade i Catalogue of Life.